# Habropogon prionophallus
Habropogon prionophallus är en tvåvingeart som beskrevs av Weinberg 1973. Habropogon prionophallus ingår i släktet Habropogon och familjen rovflugor. Inga underarter finns listade i Catalogue of Life.